# ژاکت زردها
ژاکت زردها (انگلیسی: Yellowjackets) یک مجموعه تلویزیونی درام هیجان انگیز آمریکایی است که توسط اشلی لایل و بارت نیکرسون کارگردانی شده‌است.

## داستان
یک تیم فوتبال دبیرستانی دخترانه برای حضور در مسابقات ملی انتخاب می‌شوند و قرار است خیلی زود به سیاتل بروند.انها به واسطه‌ی هواپیمایی شخصی که توسط یکی از پدران فراهم شده بود، به سمت سیاتل راه می‌افتند.ولی در مسیر سفر هواپیما انها دچار سانحه می‌شود و در جنگل انتاریو سقوط می‌کند و شروعی بر یک داستان عجیب و غیر منتظره می شود.